# Лејк Холидеј (Вирџинија)
Лејк Холидеј (енгл. Lake Holiday) насељено је место без административног статуса у америчкој савезној држави Вирџинија.

## Демографија
По попису из 2010. године број становника је 1.905.
| Група             | 2000.    | 2010.         |
| Белци             | 0 (0,0%) | 1.765 (92,7%) |
| Афроамериканци    | 0 (0,0%) | 31 (1,6%)     |
| Азијати           | 0 (0,0%) | 9 (0,5%)      |
| Хиспаноамериканци | 0 (0,0%) | 62 (3,3%)     |
| Укупно            | 0        | 1.905         |